# Клеве, Пер Теодор
Пер Теодор Клеве (швед. Per Teodor Cleve; 10 февраля 1840, Стокгольм — 18 апреля 1905) — шведский химик, минералог и океанограф. Член Шведской королевской академии наук (с 1872 года).

## Биография
Клеве родился в 1840 году с Стокгольме. В 1863 году окончил Упсальский университет со степенью доктора философии. Совершенствовал образование и занимался научными исследованиями в Медико-хирургическом институте Стокгольма у К. Г. Мосандера. Преподавательская деятельность протекала в Упсальском университете, где с 1874 года Клеве находился в должности профессора, а также в Технологическом институте в Стокгольме. Основные научные исследования посвящены изучению редкоземельных металлов (РЗЭ). Много сил потратил на разработку методов их разделения. Также изучал аммиачные комплексные соединения хрома и платины.
В 1874 году открыл новый минерал (разновидность уранинита), содержащий РЗЭ. В честь учёного этот минерал впоследствии был назван клевеитом. В 1879 году доказал, что открытый Л. Ф. Нильсоном скандий полностью соответствует предсказанному Д. И. Менделеевым экабору. В том же году открыл два новых химических элемента — гольмий и тулий. В области органической химии занимался изучением нафталина и его производных. Синтезировал шесть из десяти его дихлорпроизводных. Открыл аминосульфоновую кислоту, которая называется кислотой Клеве.